# Šáchor žlutavý

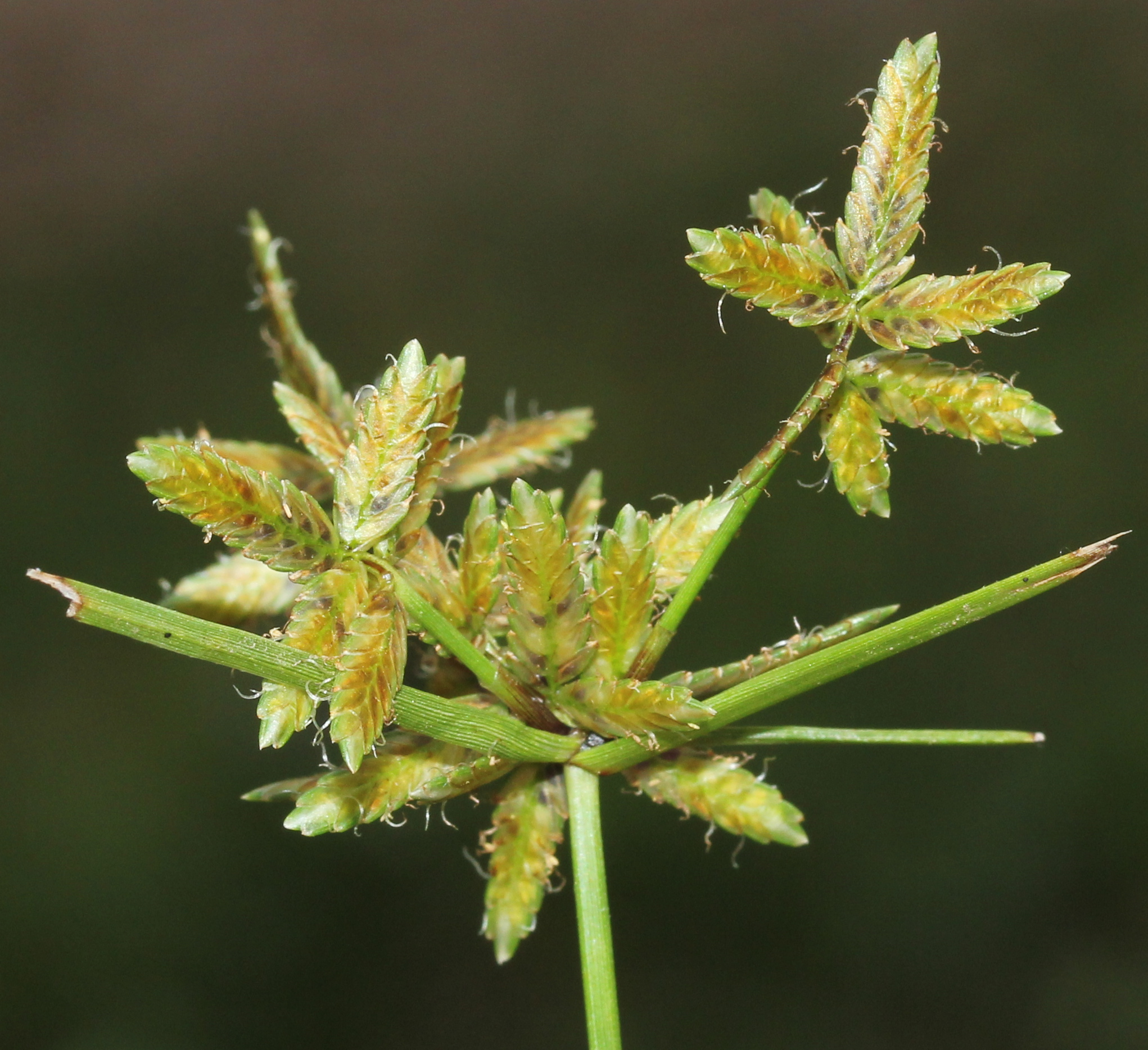
Květenství

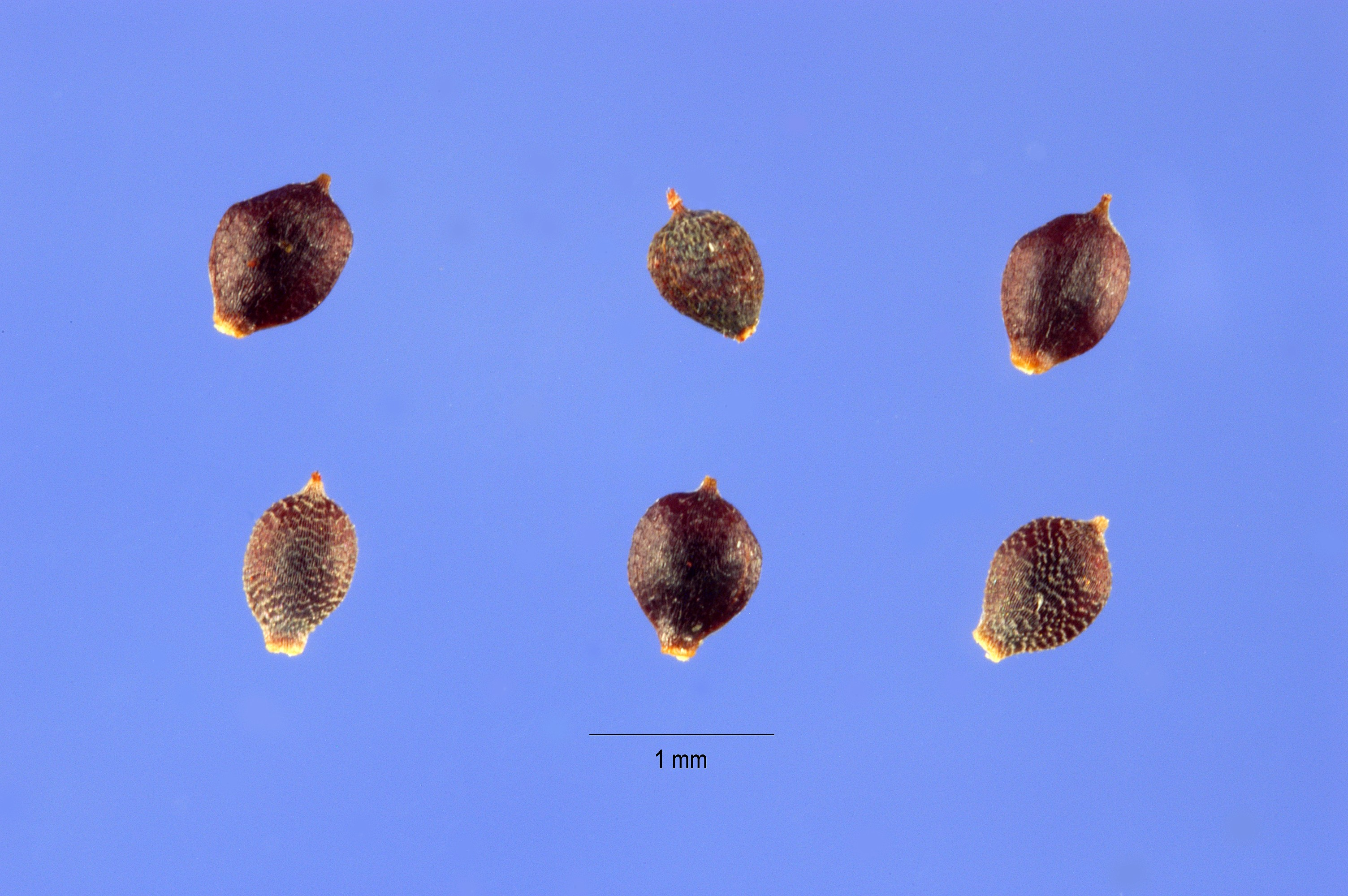
Semena

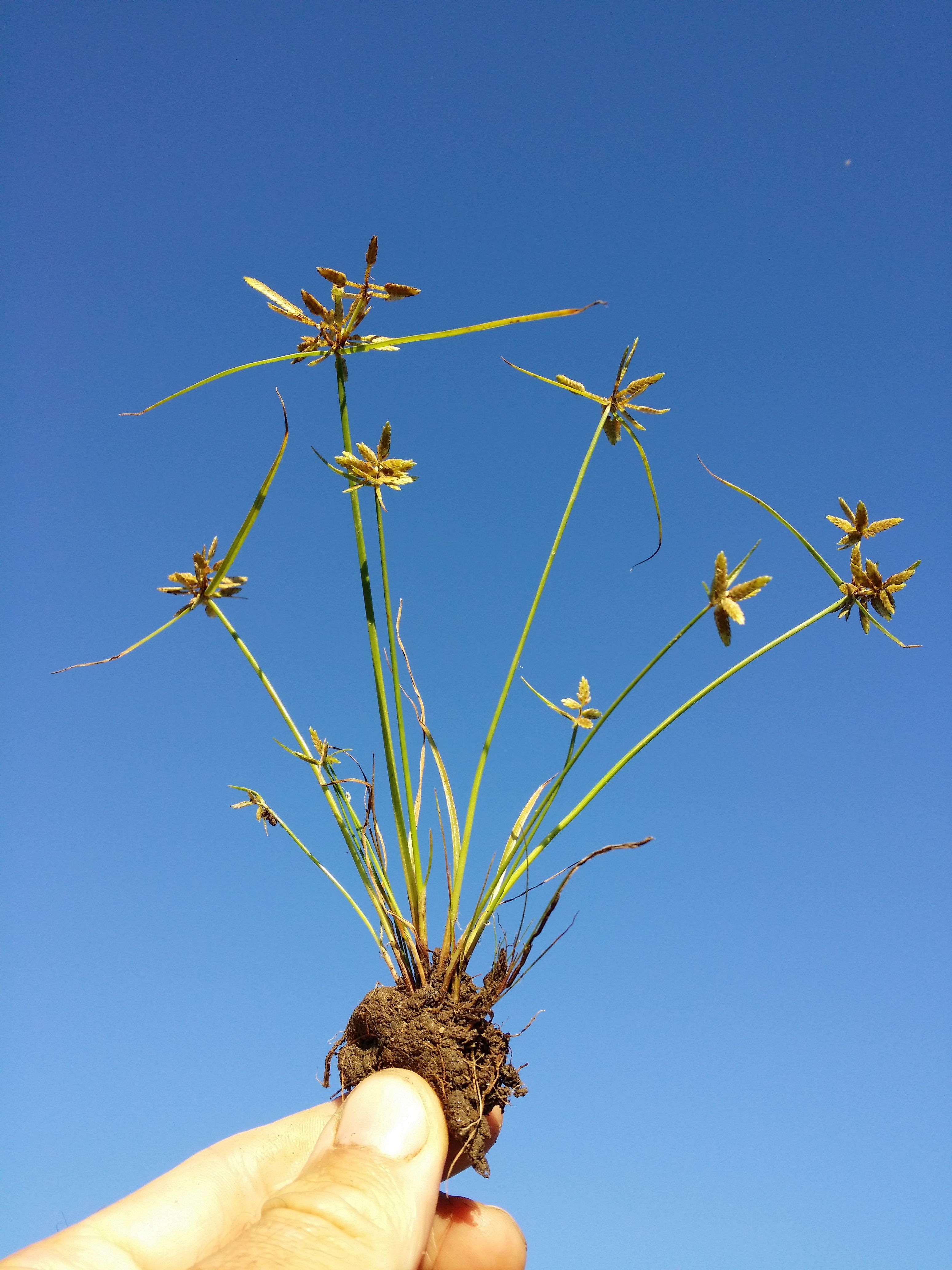
Skutečná velikost

Šáchor žlutavý (Cyperus flavescens) je jednoletá, trsnatá rostlina rostoucí na zamokřených, nejčastěji písčitých místech. Obvykle bývá vysoká do 20 cm a kvete od července do září drobnými květy v nažloutlých kláscích. V české přírodě je, podobně jako na Slovensku, tento původní druh na ústupu a hrozí mu úplné vymizení. V minulosti byla tato bylina součástí samostatného rodu šáchorek, jenž je nyní ztotožněn s rodem šáchor, a byla uváděna pod jménem šáchorek žlutavý (Pycreus flavescens).

## Rozšíření
Areál tohoto jednoděložného terofytu je velice rozsáhly, jako původní druh je kosmopolitně rozšířen ve většině kontinentů. V Evropě roste, vyjma severních oblastí, po celém světadílu. V Asii se vyskytuje na většině plochy, nenachází se pouze v chladné Sibiři, v pouštních oblastech Mongolska, Číny a na Arabském poloostrově, v mírném pásmu dále neroste na východě a v tropech na jihovýchodě. V Africe je domácím druhem téměř na celém kontinentu včetně Madagaskaru, nevyskytuje se jen v severských pouštních oblastech. V Americe je rozšířen po jižní části Severní Ameriky, v celé Střední Americe a v severní části Jižní Ameriky. Na východ posledního světadílu, do Austrálie, byl zavlečen až v novověku s evropskými osadníky.
V České republice byl šáchor žlutavý v minulosti udáván z mnoha míst, býval hojně rozšířen v nížinných oblastech s největší koncentrací lokalit v české křídové pánvi, v rybniční krajině jižních Čech a některých částech jižní a střední Moravy a Karpat. Na většině těchto území však vyhynul, v současnosti jsou potvrzené pouze dvě spontánní populace tohoto druhu, obě se nacházející v okolí jihočeských rybníků. Další nepůvodní populace šáchoru žlutavého, vyskytující se v okolí jihočeského města Třeboně, vznikly ze záměrného výsevu do opuštěných pískoven v rámci záchranného programu.

## Ekologie
Rostlina se přirozeně vyskytuje v nížinách až pahorkatinách, na vlhkých písčitých březích i obnažovaných dnech vodních nádrží, v odtokových zónách jezer a dočasných tůní, kde právě kolísající hladina vody potlačuje okolní bylinnou konkurenci. Bylina je schopná růst nejen na půdách písčitých, ale i na vlhkých hlinitých, včetně orné půdy, na řídce porostlých pastvinách a obnažených místech přirozených rašelinišť, kyselých vrchovištních i téměř neutrálních slatinných. Vyskytuje se také na lidskou činností vytvořených biotopech se slabě zapojeným vegetačním krytem, jako jsou pískovny, štěrkovny a další vodou zaplavované prolákliny, včetně okrajů rybníků a rybích sádek. Je tolerantní vůči vápnitým i nevápnitým substrátům, snáší i mírné zasolení, nejlépe prosperuje na plném slunci.
Na jednotlivých lokalitách početnost populací kolísá v závislosti na mnoha okolních faktorech. V některých rocích může vyrůst množství těchto v české přírodě vzácných bylin, v jiných mohou na stejném stanovišti zcela chybět. Šáchor žlutavý nejčastěji vykvétá od července do října, počet jeho chromozomů 2n = 50 a stupeň ploidie x = 2.

## Popis
Jednoletá, nízká bylina rostoucí v trsech, která má četné světlezelené lodyhy přímé až vystoupavé, dlouhé 5 až 30 cm, tupě tříhranné a vespod porostlé dvěma střídavými, úzce čárkovitými listy kratšími než lodyhy. Listy jsou jednoduché, kýlnaté, široké do 3 mm a kratší než květenství, vyrůstají z červenohnědých pochev; palisty ani řapíky nejsou vyvinuté.
Na vrcholu lodyhy je květenství, jeden až tři bohaté kružele klásků, podepřené obvykle třemi nestejně dlouhými, listům podobnými listeny delšími než květenství. Klásky jsou nahloučené do hlávky nebo vyrůstají ve svazečcích na 1 až 3 cm dlouhých stopkách. Odstávající klásky mají stopky 1 až 3 cm dlouhé, jsou žlutavé až světle hnědé, ploché, dvouřadé, úzce kopinaté, bývají dlouhé od 0,5 po 1,5 cm a obsahují deset až osmnáct zploštělých, oboupohlavných, bezobalných květů. Plevy květů jsou nažloutlé, elipsovité, kýlnaté, tupé a na konci zelenavé. V květu jsou tři tyčinky s prašníky a svrchní semeník se dvěma čnělkami nesoucí blizny, opylení květů zajišťuje vítr.
Plody jsou lesklé, červenohnědé nažky (semena) čočkovitého tvaru, které bývají po okolí rozšiřovány větrem nebo povrchovou vodou. Na jejich roznášení se mohou ojediněle podílet i mravenci. Rostliny pěstované v optimálních podmínkách dorůstají do výšky 30 cm, mívají dvacet až čtyřicet lodyh a každá může mít třicet až šedesát klásků. Hmotnost tisíce semen je okolo 85 mg.

## Ohrožení
Šáchor žlutavý se na území dnešní České republiky ještě počátkem 19. pstoletí vyskytoval roztroušeně na různých typech stanovišť. V průběhu tohoto století však začal z přírody postupně mizet a nyní se pravidelně roste pouze na dvou rybích sádkách v jižních Čechách. Stejně neradostná situace je i na Slovensku, v Polsku i Německu, kde je také ohroženým druhem.
Za jeho úbytek jsou považované zásadní změny v zemědělství, především opouštění pastvy a snaha o dosažení co největších výnosů polních plodin. Dalším významným faktorem je intenzifikace chovu ryb, při kterém dochází k hnojení rybníků a zanedbávání jejich pravidelného letnění. Také jen málo pozemku bývá v jejích blízkosti ponecháno ležet ladem a právě tyto jsou nepostradatelné pro úspěšné vyklíčení a rozmnožení nových jedinců. V „Červeném seznamu ohrožených druhů cévnatých rostlin České republiky“ z roku 2017 je šáchor žlutavý ohodnocen jako kriticky ohrožený druh (C1t). V celosvětovém měřítku však tento v české přírodě (i ve střední Evropě) nepříznivý stav znamená jen málo a Mezinárodním svazem ochrany přírody(IUCN) je proto šáchor žlutavý považován za málo dotčený taxon (LC).